# Ágota Bauer
Ágota Dévai Bauer (* 14. September 1986 in Szombathely) ist eine ungarische Fußballspielerin.

## Karriere

### Verein
Bauer begann ihre Karriere beim Viktória FC-Szombathely und wurde 2004 in die Profimannschaft befördert. Nach acht Jahren bei Viktoria FC, wechselte sie am 31. Juli 2012 zum österreichischen Bundesligisten FC Südburgenland.

### International
Bauer gehört zum erweiterten Kader der A-Nationalmannschaft von Ungarn.

### Privates
Sie schloss an der Universität in Szombathely ihr Medizinstudium mit dem Doktorgrad ab und arbeitet seit 2012 als Pharmazeutin für die Apotheke zum Mohren in Oberpullendorf.